# Трусов, Сергей Григорьевич
Сергей Григорьевич Трусов (12 [24] сентября 1870, Санкт-Петербург — 8 апреля 1920) — полковник 8-го Туркестанского стрелкового полка, герой Первой мировой войны, участник Белого движения.

## Биография
Уроженец Санкт-Петербурга.
Окончил Ярославскую военную школу и Санкт-Петербургское пехотное юнкерское училище, откуда был выпущен подпоручиком в 18-й Туркестанский линейный батальон. Произведен в поручики 1 мая 1894 года.
9 октября 1895 года переведен в 15-й Туркестанский линейный батальон, а 3 июля 1899 года — во 2-й Туркестанский линейный батальон, в 1900 году переименованный в 9-й Туркестанский стрелковый батальон. Произведен в штабс-капитаны 8 октября 1900 года, в капитаны — 16 февраля 1905 года. 8 ноября 1910 года переведен в 7-й Туркестанский стрелковый полк, 26 февраля 1911 года произведен в подполковники «за отличие по службе», с переводом в 15-й Туркестанский стрелковый полк.
7 октября 1912 года переведен в 8-й Туркестанский стрелковый полк, в рядах которого и вступил в Первую мировую войну. Пожалован Георгиевским оружием
За то, что в бою 26 и 27 июня 1916 года у м. Гулевичи, будучи в чине подполковника и временно командуя названным полком при обстоятельствах исключительной трудности, переправился на неприятельский берег р. Стохода, с боя захватил сильно укрепленную неприятельскую позицию, взяв при этом 1000 пленных и 3 пулемета. В течение целого дня, 27 июня, удерживал эту позицию отбив яростные контр-атаки противника.
21 октября 1916 года произведен в полковники «за отличия в делах против неприятеля», 13 апреля 1917 года назначен командиром 429-го пехотного Рижского полка, 16 апреля — командиром 5-го Туркестанского стрелкового полка.
С началом Гражданской войны прибыл в Добровольческую армию, с 26 июля 1918 года был зачислен во 2-й батальон 1-го Офицерского (Марковского) полка. В следующем месяце был назначен командиром того же батальона. В марте 1919 года временно командовал полком во время болезни полковника Блейша. С 31 июля 1919 года был назначен начальником хозяйственной части 1-го Офицерского (Марковского) полка. Умер от тифа 8 апреля 1920 года.

## Награды
- Орден Святого Станислава 3-й ст. (ВП 15.07.1903)
- Орден Святого Станислава 2-й ст. с мечами (ВП 2.05.1916)
- Орден Святой Анны 2-й ст. «за отлично-усердную службу и труды, понесенные во время военных действий» (ВП 15.07.1916)
- Орден Святого Владимира 4-й ст. «за отлично-усердную службу и труды, понесенные во время военных действий» (ВП 14.11.1916)
- Георгиевское оружие (ПАФ 4.03.1917)